# Fußball-Weltmeisterschaft 1986/Deutschland
Die deutsche Fußballnationalmannschaft bei der Fußball-Weltmeisterschaft 1986 in Mexiko:

## Qualifikation
Die deutsche Mannschaft traf in der Qualifikation zur WM 1986 auf eine als schwierig eingeschätzte Gruppe mit Schweden, Portugal, der Tschechoslowakei und Malta, wobei sich nur die ersten beiden Teams qualifizieren konnten. Nach dem enttäuschenden Aus bei der EM 1984 stand die Nationalmannschaft unter erheblichem Druck. Das internationale Ansehen hatte stark gelitten, weshalb der DFB mit Franz Beckenbauer als neuem Teamchef einen Neuanfang wagte. Dieser wurde dem zunächst durch DFB-Präsident Hermann Neuberger favorisierten Helmut Benthaus vom VfB Stuttgart vorgezogen. Beckenbauer, der keine Trainerlizenz besaß und deshalb durch Trainer Horst Köppel unterstützt wurde, führte neue Regeln ein, darunter strikte Pünktlichkeit und Disziplin. Auch das gemeinsame Singen der Nationalhymne wurde zur Pflicht.
Noch vor Beginn der Qualifikation musste Beckenbauer einen personellen Rückschlag verkraften: Mittelfeldspieler Bernd Schuster erklärte seinen erneuten Rücktritt aus der Nationalmannschaft, nachdem dieser sich für Erich Ribbeck als Trainer aussprach und daraufhin von Beckenbauer attackiert wurde.
Die Qualifikation war von erheblichen personellen Problemen geprägt. Beckenbauer musste in den acht Spielen insgesamt 24 verschiedene Spieler einsetzen und konnte nie zweimal in Folge die gleiche Mannschaft aufbieten. Wichtige Leistungsträger wie Rudi Völler, Pierre Littbarski und später auch Uwe Rahn fielen längerfristig aus und erschwerten die Planungen. Eine positive Entdeckung war dagegen das offensive Abwehrduo Berthold/Frontzeck.
Dennoch gelang unter dem neuen Teamchef, der die Mannschaft neu ausrichtete, ein vielversprechender Start mit einem 2:0-Heimsieg gegen Schweden durch Tore von Rahn und Karl-Heinz Rummenigge sowie einem 3:2-Auswärtserfolg in Malta. Beckenbauers Spielphilosophie zielte auf mehr Tempo und Spielwitz ab, wobei besonders das schnelle Überbrücken des Mittelfeldes im Fokus stand. 
Nicht alle taktischen Ideen des neuen Teamchefs gingen dabei jedoch auf: Als verunglücktes Experiment erwies sich etwa der Versuch, gleich in seinem ersten Länderspiel im September 1984 in Düsseldorf gegen Argentinien (1:3) erstmals eine Viererkette einzuführen - ein System, das für die Spieler völlig neu war und mit nur zwei Tagen Vorbereitungszeit erfolgte. Nach der Rückkehr zum bewährten Libero-System mit zwei Manndeckern stellten sich die Erfolge ein. Diese offensive Ausrichtung zeigte sich beim 6:0-Rückspielsieg gegen Malta und gipfelte in einem beeindruckenden 5:1-Auswärtserfolg in der Tschechoslowakei, der als Sternstunde des deutschen Fußballs gefeiert wurde und vom Fachmagazin Kicker die Bewertung „Weltklasse“ erhielt. Während der Qualifikationsphase stießen neue Spieler wie Olaf Thon (FC Schalke 04), Thomas Allofs (1. FC Kaiserslautern), Stefan Reuter (1. FC Nürnberg) oder Jürgen Kohler (SV Waldhof Mannheim) zur Beckenbauer-Truppe hinzu.
Eine erfolglose Testspielserie - zunächst beim Mexiko-Cup im Juni 1985 und dann zwei Monate später in Moskau - welche mit drei Niederlagen und ohne eigenen Treffer endete (0:2 gegen Mexiko, 0:3 gegen England, und 0:1 gegen die UdSSR) offenbarte jedoch noch deutliche Schwächen des Teams.
Nach zunächst 10:0 Punkten (Beckenbauer: „Die hatte uns in dieser schweren Gruppe zuvor niemand zugetraut“) wurde die Qualifikation zur WM schließlich durch ein 2:2 in Schweden gesichert. Im letzten, bereits bedeutungslosen Qualifikationsspiel kassierte die deutsche Mannschaft beim 0:1 gegen Portugal die erste Niederlage einer DFB-Auswahl in einer WM-Qualifikation überhaupt. Das abschließende 1:1 gegen die Tschechoslowakei hatte keine Auswirkungen mehr auf die Tabelle. Deutschland beendete die Gruppe als Erster vor Portugal. 
Die erfolgreiche Qualifikation und die durchaus positive spielerische Entwicklung unter Beckenbauer konnten den allgemeinen Trend des nachlassenden öffentlichen Interesses nicht aufhalten. Zudem erschwerte der aufkommende Tennis-Boom der 1980er Jahre die Situation für den Fußball zusätzlich. So verfolgten beim abschließenden Heimspiel gegen die Tschechoslowakei im November 1985 lediglich 22.000 Zuschauer die Partie im Münchner Olympiastadion - ein deutliches Zeichen dafür, dass der angestrebte Imagewandel der Nationalmannschaft noch nicht gelungen war.
| 17.10.84 | Köln        | BR Deutschland   | – | Schweden         |  | 2:0 (0:0) |
| 16.12.84 | Valletta    | Malta            | – | BR Deutschland   |  | 2:3 (1:1) |
| 24.02.85 | Porto       | Portugal         | – | BR Deutschland   |  | 1:2 (0:2) |
| 27.03.85 | Saarbrücken | BR Deutschland   | – | Malta            |  | 6:0 (5:0) |
| 30.04.85 | Prag        | Tschechoslowakei | – | BR Deutschland   |  | 1:5 (0:4) |
| 25.09.85 | Stockholm   | Schweden         | – | BR Deutschland   |  | 2:2 (0:2) |
| 16.10.85 | Stuttgart   | BR Deutschland   | – | Portugal         |  | 0:1 (0:0) |
| 17.11.85 | München     | BR Deutschland   | – | Tschechoslowakei |  | 2:2 (1:0) |

Torschützen
- 17. Oktober 1984 in Köln, BR Deutschland – Schweden 2:0 (0:0) – Tore: 1:0 Rahn (75.), 2:0 Rummenigge (85.)
- 16. Dezember 1984 in Valletta, Malta – BR Deutschland 2:3 (1:1) – Tore: 1:0 Busuttil (11.), 1:1 Förster (43.),  1:2 Allofs (69.), 1:3 Allofs (85.), 2:3 Xuereb (87.)
- 24. Februar 1985 in Porto, Portugal-BR Deutschland 1:2 (0:2) – Tore: 0:1 Littbarski (28.), 0:2 Völler (37.), 1:2 Diamantino (57.)
- 27. März 1985 in Saarbrücken, BR Deutschland – Malta 6:0 (5:0) – Tore: 1:0 Rahn (10.), 2:0 Magath (14.), 3:0 Rahn (17.), 4:0 Littbarski (18.), 5:0, 6:0 Rummenigge (44., 66.)
- 30. April 1985 in Prag, Tschechoslowakei – BR Deutschland 1:5 (0:4) – Tore: 0:1 Berthold (8.), 0:2 Littbarski (22.), 0:3 Matthäus (36.), 0:4 Herget (43.), 0:5 Allofs (82.), 1:5 Griga (82.)
- 25. September 1985 in Stockholm, Schweden – BR Deutschland 2:2 (0:2) – Tore: 0:1 Völler (23.), 0:2 Herget (40.), 1:2 Corneliusson (63.), 2:2 Magnusson (89.)
- 16. Oktober 1985 in Stuttgart, BR Deutschland – Portugal 0:1 (0:0) – Tore: 0:1 Carlos Manuel (54.)
- 17. November 1985 in München, BR Deutschland – Tschechoslowakei 2:2 (1:0) – Tore: 1:0 Brehme (1.), 1:1 Novák (52.), 1:2 Lauda (61.), 2:2 Rummenigge (87.)

## Aufgebot
| Nummer     | Name                               | Damaliger Verein         | Geburtstag | Länderspiele/Tore (a) | Sp.      | Tor      | Rot      | Gelb     |
| Torhüter   | Torhüter                           | Torhüter                 | Torhüter   | Torhüter              | Torhüter | Torhüter | Torhüter | Torhüter |
| ---------- | ---------------------------------- | ------------------------ | ---------- | --------------------- | -------- | -------- | -------- | -------- |
| 22         | Eike Immel                         | Borussia Dortmund        | 27.11.1960 | 04 (00)               | 0        | 0        | 0        | 0        |
| 1          | Toni Schumacher                    | 1. FC Köln               | 06.03.1954 | 67 (00)               | 7        | 0        | 0        | 0        |
| 12         | Uli Stein                          | Hamburger SV             | 23.10.1954 | 06 (00)               | 0        | 0        | 0        | 0        |
| Abwehr     |                                    |                          |            |                       |          |          |          |          |
| 15         | Klaus Augenthaler                  | FC Bayern München        | 26.09.1957 | 11 (00)               | 2        | 0        | 0        | 0        |
| 14         | Thomas Berthold                    | Eintracht Frankfurt      | 12.11.1964 | 12 (00)               | 6        | 0        | 1        | 0        |
| 3          | Andreas Brehme                     | 1. FC Kaiserslautern     | 09.11.1960 | 23 (02)               | 5        | 1        | 0        | 0        |
| 2          | Hans-Peter Briegel                 | Hellas Verona            | 11.10.1955 | 66 (04)               | 6        | 0        | 0        | 0        |
| 6          | Norbert Eder                       | FC Bayern München        | 07.11.1955 | 02 (00)               | 7        | 0        | 0        | 0        |
| 4          | Karlheinz Förster                  | VfB Stuttgart            | 25.07.1958 | 74 (02)               | 7        | 0        | 0        | 0        |
| 5          | Matthias Herget                    | Bayer 05 Uerdingen       | 14.11.1955 | 21 (02)               | 1        | 0        | 0        | 0        |
| 17         | Ditmar Jakobs                      | Hamburger SV             | 28.08.1953 | 14 (01)               | 6        | 0        | 0        | 0        |
| Mittelfeld |                                    |                          |            |                       |          |          |          |          |
| 13         | Karl Allgöwer                      | VfB Stuttgart            | 05.01.1957 | 10 (00)               | 0        | 0        | 0        | 0        |
| 7          | Pierre Littbarski                  | 1. FC Köln               | 16.04.1960 | 40 (12)               | 5        | 0        | 0        | 0        |
| 10         | Felix Magath                       | Hamburger SV             | 26.07.1953 | 37 (03)               | 6        | 0        | 0        | 0        |
| 8          | Lothar Matthäus                    | FC Bayern München        | 21.03.1961 | 41 (02)               | 7        | 1        | 0        | 0        |
| 18         | Uwe Rahn                           | Borussia Mönchengladbach | 21.05.1962 | 09 (04)               | 0        | 0        | 0        | 0        |
| 21         | Wolfgang Rolff                     | Hamburger SV             | 26.12.1959 | 17 (00)               | 2        | 0        | 0        | 0        |
| 16         | Olaf Thon                          | FC Schalke 04            | 01.05.1966 | 10 (00)               | 0        | 0        | 0        | 0        |
| Angriff    |                                    |                          |            |                       |          |          |          |          |
| 19         | Klaus Allofs                       | 1. FC Köln               | 05.12.1956 | 40 (13)               | 7        | 2        | 0        | 0        |
| 20         | Dieter Hoeneß                      | FC Bayern München        | 07.01.1953 | 04 (04)               | 2        | 0        | 0        | 0        |
| 11         | Karl-Heinz Rummenigge              | Inter Mailand            | 25.09.1955 | 88 (44)               | 7        | 1        | 0        | 0        |
| 9          | Rudi Völler                        | Werder Bremen            | 13.04.1960 | 31 (18)               | 6        | 3        | 0        | 0        |
| Trainer    |                                    |                          |            |                       |          |          |          |          |
|            | Franz Beckenbauer (Teamchef)       |                          | 11.09.1945 |                       |          |          |          |          |
|            | Horst Köppel (Trainerlizenzträger) |                          | 17.05.1948 |                       |          |          |          |          |

Einen Tag vor dem Abflug nach Mexiko strich Franz Beckenbauer Guido Buchwald, Wolfgang Funkel, Heinz Gründel und Frank Mill aus dem erweiterten Kader.
Werner Vollack wurde als 4. Torhüter auf Abruf nominiert.

## Vorbereitung
Der frühe WM-Starttermin Ende Mai stellte den deutschen Fußball vor eine besondere organisatorische Herausforderung. Um der DFB-Mannschaft eine bestmögliche Vorbereitung zu ermöglichen, wurde der Bundesliga-Spielplan der Saison 1985/86 außergewöhnlich kompakt gestaltet. Der letzte Spieltag fand bereits am 26. April 1986 statt – etwa fünf bis sechs Wochen früher als damals üblich. Dieser enge Zeitplan führte dazu, dass Teamchef Beckenbauer während der Saison nur wenige Mannschaftszusammenkünfte arrangieren konnte.
Bereits nach Ende der Saison 1984/85 absolvierte die Mannschaft eine erste Mexiko-Reise mit Länderspielen gegen Mexiko und England, allerdings noch ohne vorherige spezielle Höhenanpassung. Aufgrund des engen Zeitplans fanden während der Bundesliga-Rückrunde 1985/86 nur drei Testspiele statt: Am 5. Februar 1986 gewann die DFB-Elf mit 2:1 gegen den amtierenden Weltmeister Italien in Avellino, am 12. März folgte ein bemerkenswerter 2:0-Heimsieg gegen Brasilien in Frankfurt am Main – das erste und bislang einzige Länderspiel gegen die Brasilianer ohne Gegentreffer. Am 9. April schloss sich ein 1:0-Erfolg in Basel gegen die Schweiz an.
Die finale Vorbereitungsphase begann mit einem Trainingslager vom 5. bis 10. Mai 1986 in Malente, gefolgt von einem Aufenthalt in der Sportschule Kaiserau. In dieser Phase bestritt die Mannschaft ihre letzten beiden Testspiele: ein 1:1 gegen Jugoslawien in Bochum (11. Mai) und einen 3:1-Sieg gegen die Niederlande in Dortmund (14. Mai). Die positive Bilanz von vier Siegen und einem Unentschieden aus den fünf Vorbereitungsspielen gegen allesamt namhafte Gegner unterstrich die gute Form der deutschen Mannschaft im Vorfeld der Weltmeisterschaft.

## Quartier der Mannschaft
Nach einem viertägigen Kurzurlaub reiste die deutsche Delegation nach Mexiko. Die erste Station war Morelia (1920 m ü. NN.), etwa 130 Kilometer südwestlich des späteren WM-Spielorts Querétaro. Dieser Schritt wurde damit begründet, um sich optimal an die Höhenlage und die klimatischen Bedingungen anzupassen. Nach acht Tagen zog die Mannschaft in ihr endgültiges Quartier in der historischen Hacienda de Galindo in Galindo (1940 m ü. NN.) um. Die nur marginale Höhendifferenz zwischen den beiden Standorten lässt jedoch die Wahl Morelias als Zwischenstation für die Höhenanpassung aus sportwissenschaftlicher Sicht fragwürdig erscheinen. Die Hacienda, die der spanische Eroberer Hernán Cortés Mitte des 16. Jahrhunderts erbauen ließ, lag etwa 12 Kilometer westlich von der Großstadt San Juan del Río und 40 Kilometer südöstlich von Querétaro, wo alle drei deutschen Gruppenspiele stattfanden. Von dort aus absolvierte die Mannschaft ihre letzten Vorbereitungen auf die WM-Endrunde.

## Deutsche Spiele bei der WM 1986

### Vorrunde (Gruppe E)
Uruguay – Deutschland 1:1 (1:0)
- 4. Juni 1986, 12:00 Uhr in Querétaro (Estadio La Corregidora)
- Uruguay: Álvez – Acevedo – Diogo, Gutiérrez, Batista – Bossio, Barrios  (56. Saralegui), Santín, Francescoli – Alzamendi (82. Ramos), da Silva
- BR Deutschland: Schumacher  – Augenthaler – Berthold, Förster, Briegel – Brehme (46. Littbarski), Matthäus (71. Rummenigge), Magath, Eder – Völler, Allofs
- Tore: 1:0 Alzamendi (4.), 1:1 Allofs (84.)
- Schiedsrichter: Christov (ČSSR)
- Zuschauer: 30.500

Deutschland – Schottland 2:1 (1:1)
- 8. Juni 1986, 12:00 Uhr in Querétaro (Estadio La Corregidora)
- BR Deutschland: Schumacher  – Augenthaler – Berthold, Eder, Förster – Matthäus, Magath, Briegel (63. Jakobs) – Littbarski (76. Rummenigge), Völler, Allofs
- Schottland: Leighton – Gough, Miller, Narey, Malpas – Souness , Bannon (75. Cooper), Strachan, Aitken, Nicol (60. McAvennie) – Archibald
- Tore: 0:1 Strachan (18.), 1:1 Völler (23.), 2:1 Allofs (49.)
- Schiedsrichter: Igna (Rumänien)
- Zuschauer: 30.000

Dänemark – Deutschland 2:0 (1:0)
- 13. Juni 1986, 12:00 Uhr in Querétaro (Estadio La Corregidora)
- Dänemark: Högh – Morten Olsen  – Sivebaek, Busk, Andersen – Arnesen, Mölby, Lerby, Jesper Olsen (71. Simonsen) – Laudrup, Elkjaer-Larsen (60. Eriksen)
- BR Deutschland: Schumacher  – Jakobs – Berthold, Förster (71. Rummenigge), Eder – Matthäus, Herget, Rolff, Brehme – Völler, Allofs
- Tore: 1:0 Olsen (43., Foulelfmeter), 2:0 Eriksen (63.)
- Schiedsrichter: Ponnet (Belgien)
- Zuschauer: 36.000

Deutschland qualifizierte sich als Gruppenzweiter hinter Dänemark für das Achtelfinale.

### Achtelfinale
Deutschland – Marokko 1:0 (0:0)
- 17. Juni 1986, 16:00 Uhr in Monterrey (Estadio Universitário)
- BR Deutschland: Schumacher – Jakobs – Berthold, Förster, Briegel – Matthäus, Magath, Eder – Rummenigge , Völler (46. Littbarski), Allofs
- Marokko: Zaki  – Khalifa, Bouyahyaoui, Ouadani, Lamriss – Dolmy, Mustapha El-Haddaoui, Bouderbala, Timoumi, Khairi – Merry
- Tor: 1:0 Matthäus (87.)
- Schiedsrichter: Petrovic (Jugoslawien)
- Zuschauer: 19.800

### Viertelfinale
Deutschland – Mexiko 0:0 n. V., 4:1 i. E.
- 21. Juni 1986, 16:00 Uhr in Monterrey (Estadio Universitário)
- BR Deutschland: Schumacher – Jakobs – Berthold, Förster, Briegel – Brehme, Matthäus, Magath, Eder (115. Littbarski) –  Rummenigge  (58. Hoeneß), Allofs
- Mexiko: Larios – F. Cruz – Amador (70. J. Cruz), Quirarte, Servín – España, Muñoz, Aguirre, Negrete, Boy  (32. de los Cobos) – Sánchez
- Tore: keine/Elfmeterschießen: 1:0 Allofs, 1:1 Negrete, 2:1 Brehme, Quirarte gehalten, 3:1 Matthäus, Servín gehalten, 4:1 Littbarski
- Schiedsrichter: Díaz (Kolumbien)
- Zuschauer: 44.386

### Halbfinale
Deutschland – Frankreich 2:0 (1:0)
- 25. Juni 1986, 12:00 Uhr in Guadalajara (Estadio Jalisco)
- BR Deutschland: Schumacher – Jakobs – Brehme, Förster, Briegel – Matthäus, Rolff, Magath, Eder – Rummenigge  (58. Völler), Allofs
- Frankreich: Bats – Battiston – Ayache, Bossis, Amoros – Giresse (79. Vercruysse), Tigana, Platini , Fernandez – Stopyra, Bellone (69. Xuereb)
- Tore: 1:0 Brehme (9.), 2:0 Völler (89.)
- Schiedsrichter: Agnolin (Italien)
- Zuschauer: 45.000

### Finale
Argentinien – Deutschland  3:2 (1:0)
- 29. Juni 1986, 12:00 Uhr in Mexiko-Stadt (Estadio Azteca)
- BR Deutschland: Schumacher – Jakobs – Berthold, Förster, Briegel – Brehme, Matthäus, Magath (60. Hoeneß), Eder – Rummenigge , Allofs (46. Völler)
- Argentinien: Pumpido – Brown – Cuciuffo, Ruggeri, Olarticoechea – Giusti, Batista, Maradona , Enrique – Burruchaga (88. Trobbiani), Valdano
- Tore: 1:0 Brown (23.), 2:0 Valdano (55.), 2:1 Rummenigge (74.), 2:2 Völler (82.), 3:2 Burruchaga (85.)
- Schiedsrichter: Filho (Brasilien)
- Zuschauer: 114.600